# Строилово (Калужская область)
Строилово (Стройлово) — урочище, бывшее село, на территории Износковского района Калужской области, центр Морозовской волости Медынского уезда.

## География
Ближайший существующий населённый пункт — деревни Паново, Булатово.
Стоит на берегах реки Устье.

## История
В 1627/28 годах в Вежецком стану на государевой земле погост Георгиевский, на погосте церковь Великомученика Христова Георгия, стоит пуста, без пения.
В 1679 году церковная земля Георгия во Стромилове.
В мае 1702 года крестьяне во главе со старостой села Стомилова подали прошение «построить вновь церковь во имя Георгия Страстотерпца» поскольку «близ той церковной земли поселились вновь деревни, а близ тех деревень церкви Божией нет».
В 1716 году деревянная церковь была построена и готова к освящению.
Однако она сгорела уже на следующий год, и в 1722 году крестьяне подали новое прошение о строительстве. Новая церковь была завершена в 1729 году.
В 1782 году значится в составе Морозовской дворцовой волости, стоящим на реке Круголке (сейчас Устье), в нём деревянная церковь Святого Великомученика Сергия.
1799 годом датируется деревянная Георгиевская церковь 
В 1859 году — село духовного ведомства, в нём православная церковь, 4 двора и 28 жителей. После реформы 1861 года Строилово вошло в Дороховскую волость Медынского уезда.
Кёппен относил Пречистое к числу «карельских» селений, жители которых были вывезены помещиками из пограничных с Тверской губернией мест Гжатского уезда в 60-х и 70-х годах XVIII века, несмотря на то, что в селе на тот момент жило лишь духовенство.
В 1897 году священник села Николай Жуков был награждён орденом Святой Анны 3 степени.
В 1914 году население села составляло 14 человек. При селе имелась земская школа.
После административной реформы 1929 года село вошло в Кошняковский сельсовет Износковского района Западной области.
В советское время приходский храм в честь великомученика Георгия Победоносца был полностью разрушен.
Священник Василий Николаевич Жуков в 1930 году осуждён за неуплату налогов и сослан на север на пять лет. После досрочного освобождения вернулся в Стройлово и исполнял религиозные обряды в окрестных деревнях. В январе 1938 года расстрелян за проведение контрреволюционной деятельности. Позднее реабилитирован.
На карте 1941 года не обозначено.
От села сохранилось кладбище.